# Marcantonio Marcolini
Marcantonio Marcolini (ur. 22 listopada 1721 w Fano, zm. 18 czerwca 1782 tamże) – włoski kardynał.

## Życiorys
Urodził się 22 listopada 1721 roku w Fano, jako syn Pietra Paola Marcoliniego i Any Marii Francesci Ferretti. Studiował na La Sapienzy, gdzie uzyskał doktorat utroque iure. Następnie został kanonikiem bazyliki liberiańskiej i referendarzem Trybunału Obojga Sygnatur. 27 lutego 1768 roku przyjął święcenia kapłańskie. 12 czerwca 1769 roku został wybrany tytularnym arcybiskupem Tesalonik, a trzynaście dni później przyjął sakrę. W latach 1769–1771 był nuncjuszem we Florencji. 23 czerwca 1777 roku został kreowany kardynałem prezbiterem i otrzymał kościół tytularny Sant’Onofrio. Zmarł 18 czerwca 1782 roku w Fano.